# Ковач, Ласло (политик)
Ла́сло Ко́вач (венг. Kovács László; род. 3 июля 1939, Будапешт) — венгерский политик, министр иностранных дел Венгрии (1994—1998 и 2002—2004), европейский комиссар по делам налогообложения и таможни (2004—2010).

## Биография
Получил среднее химико-технологическое образование, позднее окончил вечернее отделение университета экономических наук им. Карла Маркса (1968) и партийную школу. Работал в фармацевтической промышленности, затем в венгерском комсомоле, а с 1975 года — на различных должностях в международном отделе ВСРП.
В 1986—1989 годах Ковач был заместителем министра иностранных дел ВНР. В 1990 году Ковач вошёл в президиум ВСП — переименованной ВСРП. В 1994 году, после прихода ВСП к власти, стал министром иностранных дел (кабинет Дьюлы Хорна). В 1995 году был также председателем ОБСЕ.
После перехода социалистов в оппозицию, Ковач в 1998 году был избран главной ВСП, а также до 2000 года возглавлял фракцию партии в парламенте Венгрии. После прихода социалистов к власти в 2002 году повторно стал министром иностранных дел Венгрии в кабинетах Петера Медьеши и Ференца Дьюрчаня.
Ковач ушёл с постов министра и председателя партии осенью 2004 года, чтобы занять пост европейского комиссара по делам налогообложения и таможни. Первоначально Ковач был выдвинут на пост министра по делам энергетики, но после того, как обнаружилось его слабое знакомство со своей будущей должностью, ему был предложен новый пост. Во второй комиссии Баррозу, сформированной 9 февраля 2010 года, на месте представителя Венгрии его сменил Ласло Андор, а его место еврокомиссара досталось Альгирдасу Шемете.
В 2003—2008 также был вице-президентом Социнтерна.
Женат, есть одна дочь.